# MAN NGE152
A MAN NGE152 típusú trolibusz a MAN SE egyik trolibusztípusa. 2011-ben Budapestre is került 15 darab, melyet a BKV vásárolt használtan Eberswaldéből. Pontos típusmegnevezésük: MAN/ÖAF Gräf & Stift NGE 152 M17/M18. A régi ZiU–9-es trolibuszok selejtezésével kerültek be a trolibuszvonalakra. Az első kocsi a 80A vonalon állt forgalomba.

## Budapesten
2011-ben írt ki a BKK használt trolibuszokra irányuló tendert, amivel a még forgalomban levő Ziu9-B típusú szovjet trolikat akarták kiváltani. A végeredményben 15 darab csuklós troli lett a befutó, melyek Eberswalde-ból érkeztek és 2012-től folyamatosan álltak forgalomba. 
Pályaszámuk 350-től 364-ig terjed. 2017. szeptember 30-ától már csak 10 db jármű (350, 352, 356–359, 361–364) képezi BKV állományát, a törlés okaként a közlekedési társaság a rossz vázállapotot jelölte meg. 2022. november 11-én a 350-es, december 2-án a 352 és 358 pályaszámú trolikat selejtezték. 2023 január 31-én leállításra került a 356, 357 és 362 pályaszámú troli, februárban a 361 és 364 pályaszámú troli is. A megmaradt két jármű (359, 363) már nem vesz részt rendszeresen utasforgalomban. Végül a  359-es lett muzeális és nosztalgia célból megőrzött példány. A másik  megmaradt jármű sorsáról nincs konkrétum, de nem kizárt, hogy nosztalgiajárműnek kerül vissza Eberswaldéba.